# Pandia (maan)
Pandia, ook bekend als Jupiter LXV, oorspronkelijk bekend als S/2017 J 4, is een van de buitenste natuurlijke satellieten van Jupiter. De maan heeft een diameter van 3 km. 

## Ontdekking
Pandia werd in 2017 ontdekt door Scott S. Sheppard en zijn team, maar pas op 17 juli 2018 aangekondigd via een Minor Planet Electronic Circular van het Minor Planet Center.

## Naam
De maan werd in 2019 vernoemd naar Pandia (Πανδία Pandīa), de Griekse godin van de volle maan, dochter van Zeus en Selene. Pandia behoorde tot de populairste suggesties in een naamgevingswedstrijd die door het Carnegie Instituut op Twitter werd gehouden, waarbij de belangrijkste inzending afkomstig was van de astronomieclub van de Lanivet School in Cornwall, Verenigd Koninkrijk, die namens hen werd ingediend door gebruiker "@emmabray182". Ze kozen Pandia omdat de mascotte van hun school een panda is en hun lokale dorp vroeger bamboe leverde voor een panda in de London Zoo.
Het behoort tot de buitenste Himalia-groep die namen krijgen eindigend op een a.

## Baan
Hij draait om een halve lange as van ongeveer 11.525.000 km met een inclinatie van ongeveer 28,15°.